# Liste der Monuments historiques in Poissons
Die Liste der Monuments historiques in Poissons führt die Monuments historiques in der französischen Gemeinde Poissons auf.

## Liste der Immobilien
| Bezeichnung          | Beschreibung                                                                                      | Standort                        | Kennzeichnung | Schutzstatus | Datum | Bild           |
| -------------------- | ------------------------------------------------------------------------------------------------- | ------------------------------- | ------------- | ------------ | ----- | -------------- |
| Kirche St-Aignan     | aus dem 16. Jahrhundert                                                                           | Grande Rue (Lage)               | PA00079189    | Classé       | 1909  | weitere Bilder |
| Croix de Saint-Amans | Wegekreuz, 16. Jahrhundert                                                                        | Rue derrière Saint-Amand (Lage) | PA00079188    | Inscrit      | 1925  |                |
| Château de Riaucourt | aus dem 17. und 18. Jahrhundert; mit Auditorium, Wirtschaftsgebäuden, Parkanlage und Wasserbecken | 4–10 rue de Saint-Amand (Lage)  | PA00079187    | Inscrit      | 1986  | weitere Bilder |

## Liste der Objekte
| Bezeichnung                                         | Beschreibung                                | Standort                             | Kennzeichnung | Schutzstatus | Datum | Bild |
| --------------------------------------------------- | ------------------------------------------- | ------------------------------------ | ------------- | ------------ | ----- | ---- |
| Triumphbalken und -kreuz                            | Holz, farbig gefasst, 16. Jahrhundert       | in der Kirche St-Aignan (Lage)       | PM52001009    | Classé       | 1964  |      |
| Skulptur eines heiligen Bischofs                    | Holz, farbig gefasst, 17. Jahrhundert       | in der Kirche St-Aignan (Lage)       | PM52001008    | Classé       | 1964  |      |
| Relief Vision des heiligen Hubertus                 | Stein, farbig gefasst, 1611                 | in der Kirche St-Aignan (Lage)       | PM52001005    | Classé       | 1954  |      |
| Relief Grablegung                                   | Stein, 1610                                 | in der Kirche St-Aignan (Lage)       | PM52001010    | Classé       | 1964  |      |
| Kanzel                                              | Holz, 18. Jahrhundert                       | in der Kirche St-Aignan (Lage)       | PM52001011    | Classé       | 1964  |      |
| Orgel                                               | Haupteintrag für PM52001012                 | in der Kirche St-Aignan (Lage)       | PM52001501    | Classé       | 1981  |      |
| Instrumentalteil der Orgel                          | um 1842 gebaut                              | in der Kirche St-Aignan (Lage)       | PM52001012    | Classé       | 1981  |      |
| Skulptur Heilige Barbara                            | Stein, farbig gefasst, 16. Jahrhundert      | in der Kirche St-Aignan (Lage)       | PM52001003    | Classé       | 1908  |      |
| Skulptur Christus in der Rast                       | Stein, 16. Jahrhundert                      | außen an der Kirche St-Aignan (Lage) | PM52001004    | Classé       | 1908  |      |
| Antependium Mariä Himmelfahrt, umgeben von Heiligen | Holz, bezeichnet 1611                       | in der Kirche St-Aignan (Lage)       | PM52001006    | Classé       | 1908  |      |
| Gemälde Die vier Propheten                          | Ölfarbe auf Holz, Ende des 16. Jahrhunderts | in der Kirche St-Aignan (Lage)       | PM52001007    | Classé       | 1955  |      |